# أولاد إلول (أولاد ناصر)
أولاد إلول هي إحدى مشيخات المملكة المغربية، تتبع جغرافيا لإقليم الفقيه بن صالح وإداريًا لأولاد ناصر. يقدر عدد سكانها بـ 9636 نسمة حسب الإحصاء الرسمي للسكان والسكنى لسنة 2004.